# Rhiannon

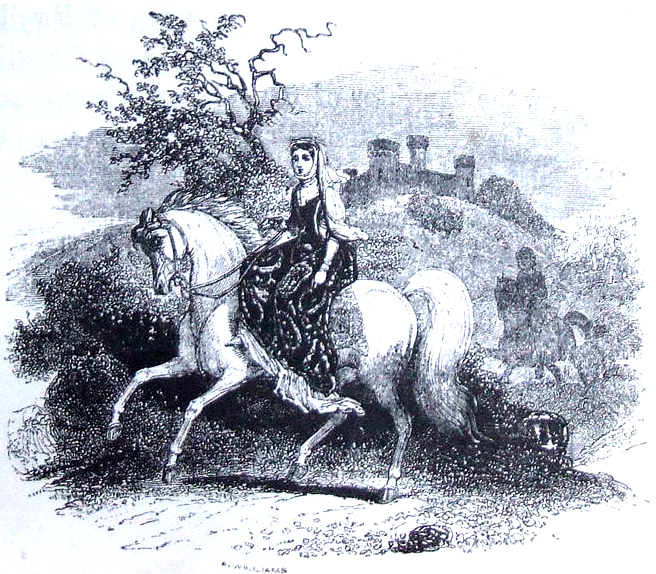
Ilustracja przedstawiająca Rhiannon autorstwa Lady Charlotte Guest

W mitologii walijskiej, Riannon (Rhiannon) była córką Hefeydda Starego i żoną Pwylla, a później Manawydana.
Pwyll pierwszy raz spotkał Rhiannon, gdy pojawiła się jako zjawa odziana w złoto i jadąca na perlistym koniu. Pwyll wysłał za nią swych jeźdźców, ale uciekała zbyt szybko, aby mogli ją schwytać. Po trzech dniach Pwyll zdołał z nią porozmawiać. Oboje byli dla siebie stworzeni, jednak Riannon była już przyrzeczona Gwawlowi. Odrzuciła jego zaloty, co rozwścieczyło ojca zalotnika, który obłożył klątwą ród Pwylla. Z tego powodu Riannon przez lata nie mogła mieć dzieci, zaś po urodzeniu syna została niesłusznie oskarżona o zjedzenie swego dziecka - trzydniowe niemowlę zostało porwane przez jednego z odrzuconych zalotników matki. Opiekowały się nim dwórki Rhiannon, które, gdy ich pani spała, posmarowały ją krwią szczenięcia, aby odsunąć od siebie podejrzenia.
Dziecko znalazł w swej stajni król Teirnyon, on i jego żona adoptowali je nadając mu imię - Gwri, "Złote Włosy". Gdy dziecko osiągnęło wiek dorosły, otrzymało źrebaka, który zaprowadził Teyrnona do stajni. Król dowiedział się, kim jest dziecko i zwrócił je Pwyllowi i Rhiannon, która nazwała je Pryderi, co znaczy "Zmartwienie", gdyż przez cały czas jego nieobecności jej życie było pasmem udręk - fałszywie oskarżona o zamordowanie syna musiała w formie pokuty siedzieć przy bramie zamku Pwylla i opowiadać nieznajomym o swej zbrodni, po czym wnosiła ich na swych plecach do pałacu.
Po śmierci Pwylla, Riannon poślubiła Manawydana. Pewnego dnia zaczarowana mgła spowiła Manawydana, Riannon, syna Riannon imieniem Pryderi oraz jego żonę Cigvę. Gdy mgła opadła okazało się, że ich pałac jest opuszczony, a cały kraj wokół bezludny. Udali się więc do Anglii, gdzie Manawydan i Pryderi zarabiali na życie, pracując przy obróbce skóry. Byli tak zręczni, że miejscowi rzemieślnicy zmusili ich do wyjazdu. Po powrocie do Walii, Riannon i Pryderi w tajemniczy sposób zniknęli - gdy Manawydan i Pryderi byli na łowach, ujrzeli białego dzika, za którym ruszyli w pogoń. Pryderi i Rhiannon, dotknęli złotej misy, do której doprowadził ich dzik i zostali zaczarowani. Cigva i Manawydan aby przeżyć usiłowali siać pszenicę, jednak myszy spustoszyły im pola. Manawydan złapał jednego z gryzoni i chciał go zabić, jednak przechodzący obok nieznajomy za życie myszy był gotów dać mu to, co tylko zażąda. Manawydan poprosił o powrót Riannon i Pryderi'ego. Nieznajomy przyjął prośbę i przedstawił się jako Llwyd, czarownik i przyjaciel Gwawla. Mysz naprawdę była żoną Llwyda. Czar prysł i Riannon wraz z synem powrócili do normalnej postaci.
Riannon jest w walijskiej mitologii postacią wyjątkową. Cierpliwość, z jaką znosiła cierpienie i niesprawiedliwość, porusza nas do dziś. Jednakże w pierwotnym aspekcie bogini była najprawdopodobniej związana z końmi. Gdy Pwyll ujrzał ją po raz pierwszy, Riannon dosiadała „rosłego wspaniałego siwka, odziana w suknię z połyskującego złotem brokatowego jedwabiu". Również porwany syn Riannon został znaleziony w stajni, dla niej samej zaś karą za jego utratę była rola jucznego zwierzęcia dźwigającego gości przybywających do pałacu jej męża. Wszystko to przemawia za związkiem Riannon z boginią koni Eponą, jednym z nielicznych celtyckich bóstw czczonych przez Rzymian. Sama Riannon była jednak również czarodziejką. Powiadano, że śpiew jej ptaków budzi zmarłych, żyjących zaś usypia. Rhiannon była także boginią nekromancji.